# Слим, Джон
Джон П. Слим (англ. John P. Slim) — британский вольный борец, серебряный призёр летних Олимпийских игр 1908.
На Играх 1908 в Лондоне Слим соревновался в весовой категории до 60,3 кг. Выиграв две схватки, он проиграл в финале и занял второе место, получив серебряную медаль.